# Charles Gilibert
Charles Gilibert (* 29. November 1866 in Paris; † 10. November 1910 in New York City) war ein französischer Opernsänger (Bariton).

## Leben
Gilibert studierte am Pariser Konservatorium und debütierte 1888 an der Pariser Opéra-Comique. Von 1891 bis 1900 war er Mitglied des Ensembles des Théâtre de la Monnaie in Brüssel. Hier wirkte er unter anderem an den Uraufführungen der Opern Maître Martin von Jan Blockx (1892), La Vivandière von Benjamin Godard (1896) und Tijl Ulenspiegel von Blockx (1900) mit. 
Als Gast trat er zwischen 1894 und 1909 an der Covent Garden Opera auf, wo er 1894 an der Uraufführung von Jules Massenets La Navarraise mitwirkte. Auch in den Uraufführungen von Gustave Charpentiers Louise (als Vater, 1909) und Le jongleur de Notre-Dame von Massenet (1906, als Boniface) in London trat er auf.
Von 1900 bis 1903 war er an der Metropolitan Opera engagiert und sang dort u. a. den Schaunard in La Bohème (1900) und den Sakristan in Tosca von Puccini mitwirkte. Von 1906 bis zu seinem plötzlichen Tod 1910 war er am Manhattan Opera House engagiert. Gilibert war mit der belgischen Sängerin 
Gabrielle Lejeune verheiratet.